# Дружба (Мозырский район)
Дружба (бел. Дружба) — посёлок в Мозырском районе Гомельской области Республики Беларусь. В составе Михалковского сельсовета.

## География
Ближайшие населённые пункты Пеньки (3,2 км), Михалки (4,8 км), Митьки (5,1 км), Творичевка (5,5 км), Бибики (5,9 км), Рудня (7 км), Раевские (7,2 км).
Расстояние до Мозыря — 13 км, до Гомеля — 131 км.

### Транспортная сеть
Пролегает автомобильная дорога Р31. Рядом проходит линия Мозырского трамвая. Станция Барбаров.

## История
Образован в 1961—1965 гг. в связи со строительством международного нефтепровода СССР — Запад и линейной производственной диспетчерской станции «Мозырь», на автомобильной дороге Мозырь — Овруч.
В посёлке действует нефтеперекачивающая станция, построено пять домов на 40 квартир. В 1 км остановка трамвая «Город — промышленная зона».
На окраине размещено Михалковское лесничество.
В 2019 году — 41 домохозяйство, 75 жителей. По состоянию на 1 января 2022 года — 70 человек.

## Население

### Численность
- 2024 год — 72 жителей

### Динамика
- 2009 год — 86 жителей (перепись населения)
- 2019 год — 41 домохозяйство, 75 жителей (перепись населения)
- 2020 год — 74 жителя
- 2022 год — 70 жителей
- 2024 год — 72 жителей

## Инфраструктура
Вблизи расположен Мозырский нефтеперерабатывающий завод.